# Terin Humphrey
Terin Humphrey född den 14 augusti 1986 i Saint Joseph, Missouri, är en amerikansk gymnast.
Hon tog OS-silver i lagmångkampen och OS-silver i barr i samband med de olympiska gymnastiktävlingarna 2004 i Aten.